# Opel RAK.2
La Opel RAK.2 è una auto a razzo del costruttore tedesco Opel, un lavoro congiunto di Fritz von Opel, Max Valier e Friedrich Wilhelm Sander realizzato nel 1928 e sperimentato sulla pista berlinese AVUS. „Raketenfritz“ Fritz von Opel pilotò il veicolo e raggiunse il 23 maggio 1928 la velocità di 238 km/h stabilendo un nuovo record mondiale.

## Tecnica
Il veicolo sperimentale era spinto da 24 razzi con 120 kg di carburante. Il telaio era quello di una Opel Modell 80, con grossi stabilizzatori sulla carrozzeria per l'aerodinamica.

## Galleria d'immagini

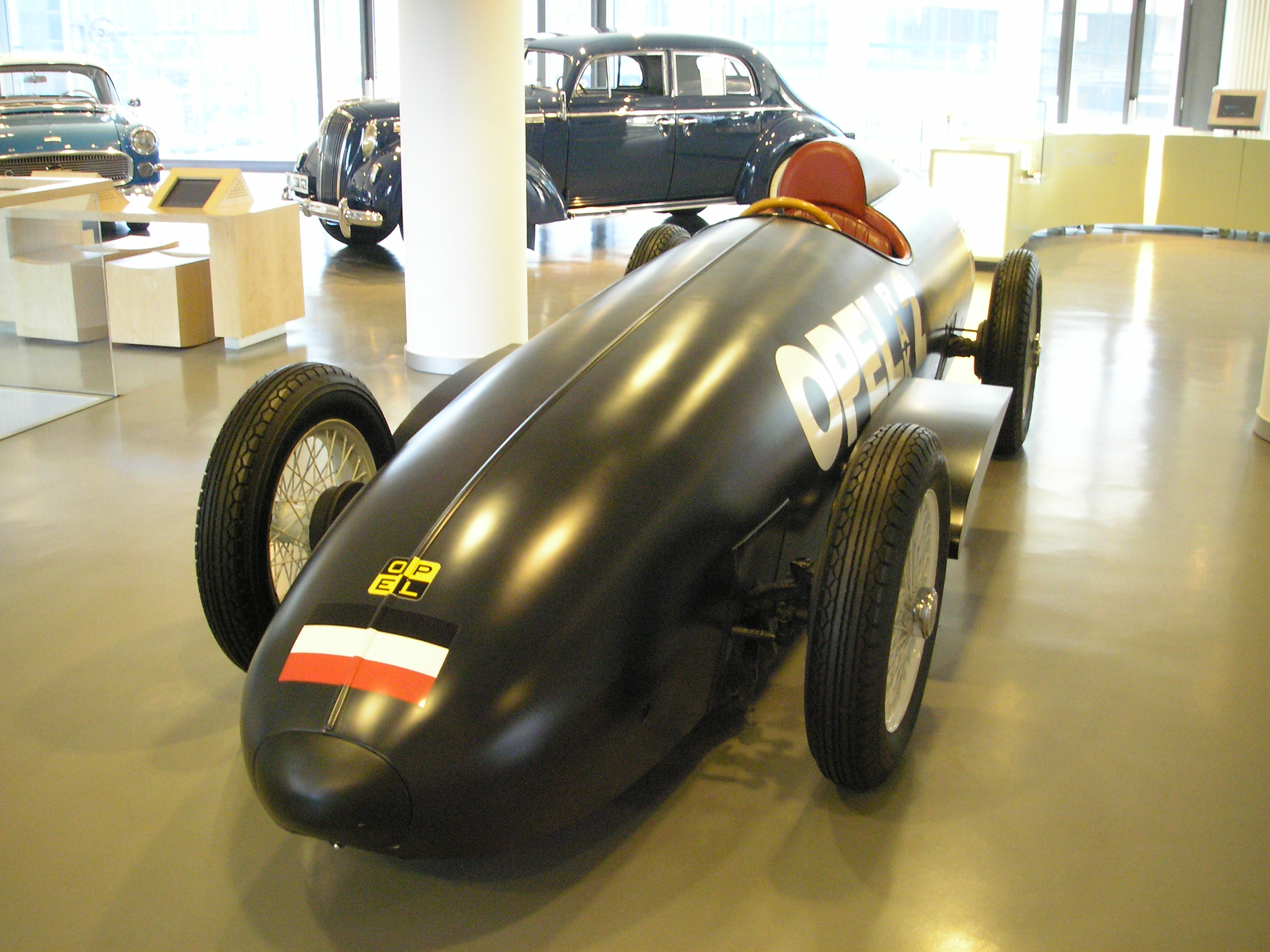
Opel RAK.2 all'Opel-Zentrum di Berlino - Fronte
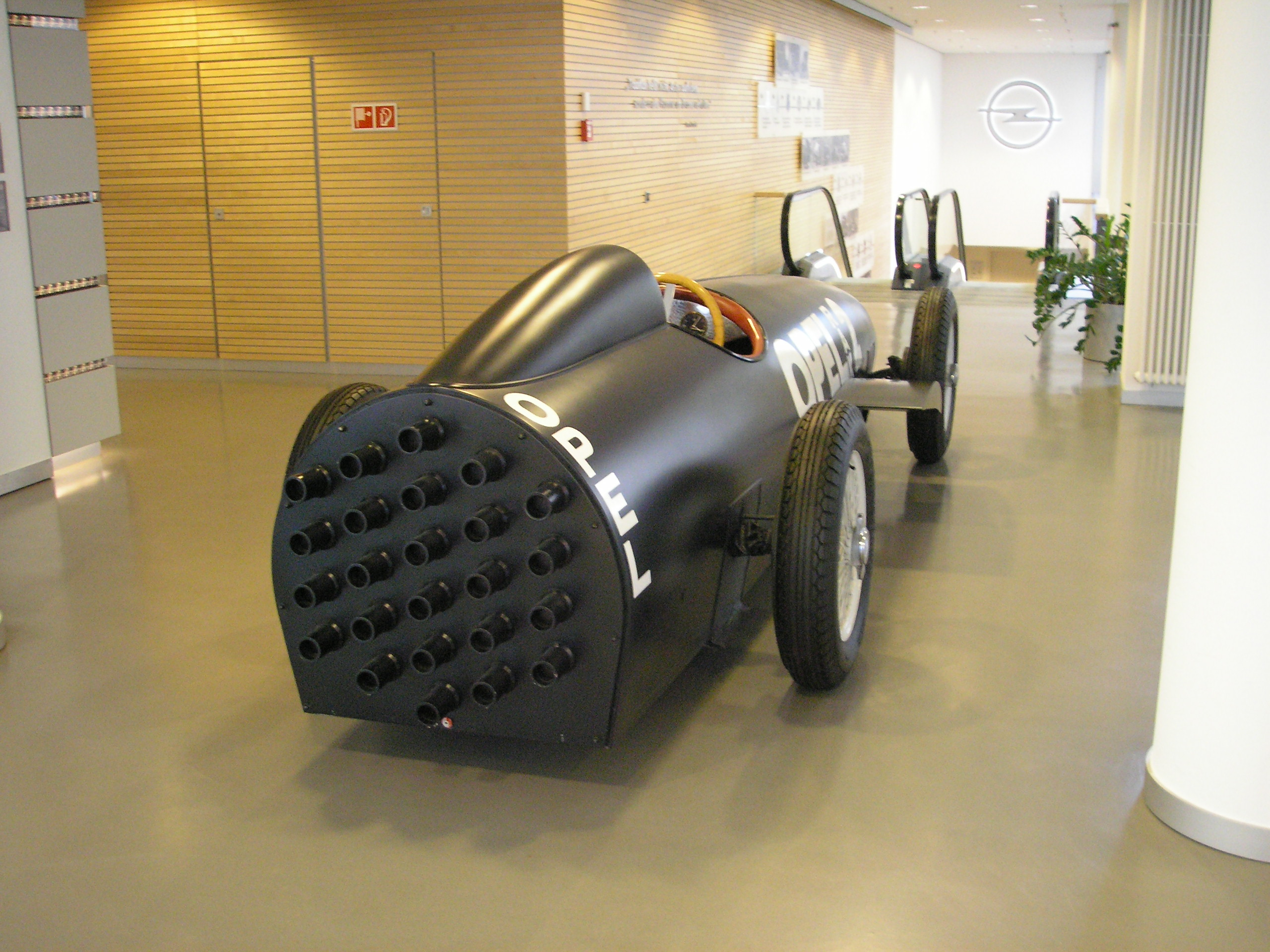
Opel RAK.2 all'Opel-Zentrum di Berlino - Retro
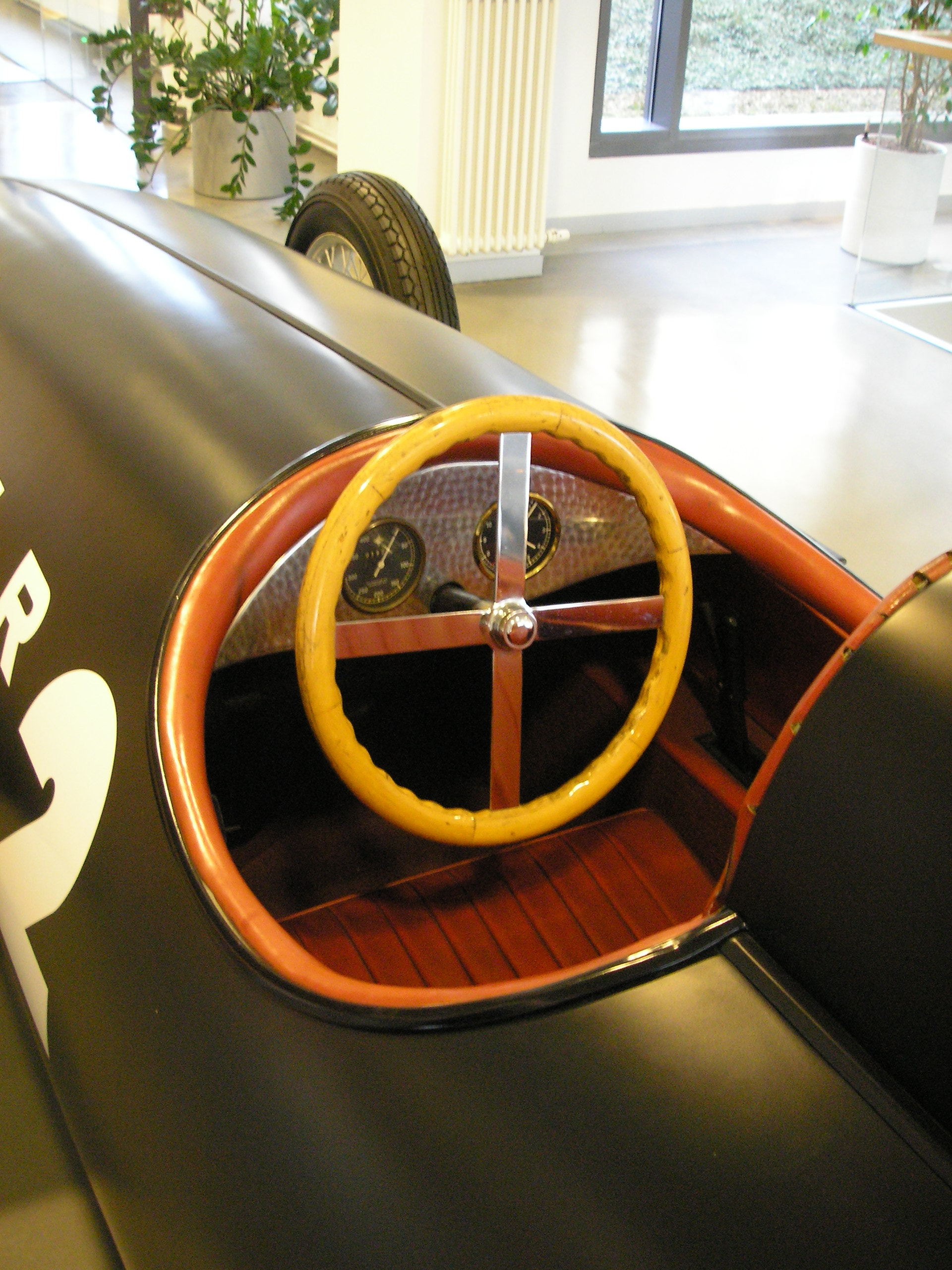
Opel RAK.2 all'Opel-Zentrum di Berlino - Abitacolo
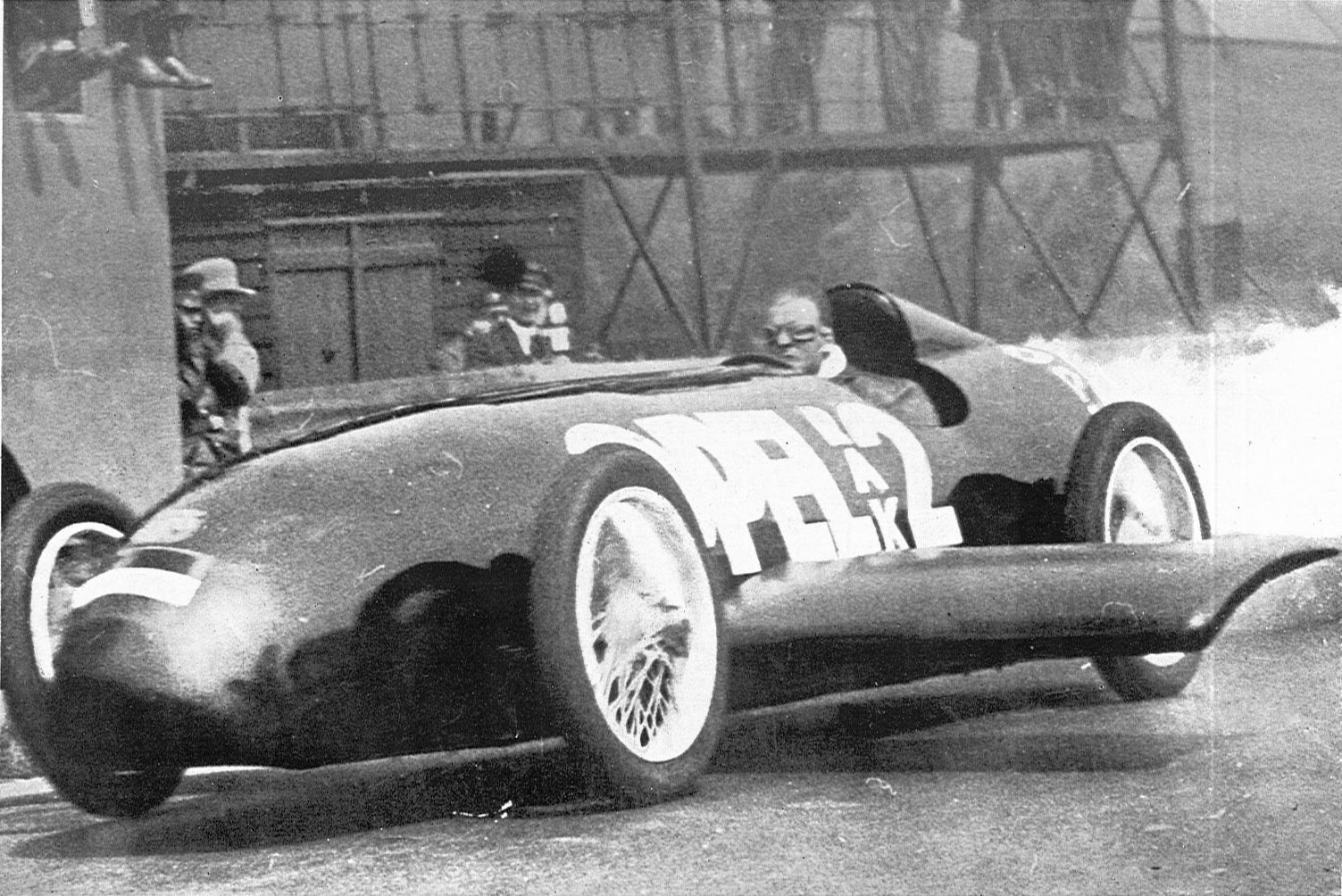
Fritz von Opel al volante della RAK.2